# Redeemer (álbum de D'espairsRay)
Redeemer es el tercer álbum de la banda japonesa de rock D’espairsRay, editado en 2009.

## Lista de canciones
| N.º   | Título                                      | Duración |  |
| 1.    | «Lizard»                                    | 4:29     |  |
| 2.    | «Brillant»                                  | 4:33     |  |
| 3.    | «Redeemer»                                  | 4:21     |  |
| 4.    | «Kohaku (琥珀)»                             | 4:28     |  |
| 5.    | «Kamikaze»                                  | 4:24     |  |
| 6.    | «Lost In Re:Birth»                          | 4:09     |  |
| 7.    | «R.E.M -Fuyu no Genchou- (R.E.M-冬の幻聴-)» | 4:58     |  |
| 8.    | «Horizon»                                   | 4:07     |  |
| 9.    | «Masquerade»                                | 4:00     |  |
| 10.   | «Yozora (夜空)»                             | 4:18     |  |
| 11.   | «Paradox 5»                                 | 5:41     |  |
| 12.   | «Heaven's Color»                            | 4:41     |  |
| 54:00 |                                             |          |  |